# Theofried Baumeister
Theofried Baumeister OFM (* 3. April 1941 in Recklinghausen) ist ein deutscher katholischer Kirchenhistoriker. Er war Professor für Kirchengeschichte der Antike, Patrologie und Christliche Archäologie an der Fakultät für Katholische Theologie der Universität Mainz. Durch seine Forschungen hat er sich insbesondere einen Namen auf den Gebieten der Hagiographie sowie der Koptologie gemacht.

## Leben
Baumeister trat 1960 in die Sächsische Provinz des Franziskanerordens ein und studierte zunächst an den franziskanischen Ordenshochschulen in Warendorf, dann in Münster und Paderborn Philosophie und Katholische Theologie, bevor er 1966 in Paderborn zum Priester geweiht wurde. Anschließend wurde er bei Bernhard Kötting an der Universität Münster promoviert, wo er danach ab 1971 als Wissenschaftlicher Assistent arbeitete. Zudem hatte er eine Dozentur an der Philosophisch-Theologischen Hochschule der Franziskaner und Kapuziner in Münster inne. Seine Habilitation bereitete er ab 1973 durch einen von der Deutschen Forschungsgemeinschaft geförderten Studienaufenthalt in Rom und Ägypten vor. Sie erfolgte dann 1976 abermals in Münster. Seine Habilitationsschrift, eine Studie zu den jüdisch-christlichen Wurzeln der Theologie des Martyriums, wurde 1980 publiziert. Sie sei „zu einem Standardwerk der Theologiegeschichte avanciert“, urteilte Franz Dünzl.
Bereits 1976 erhielt Baumeister den Ruf auf die ordentliche Professur nach Mainz. Zeitweise dozierte er auch an der Hochschule der Franziskaner und Kapuziner in Münster. Baumeister wurde in Mainz zum 30. September 2009 mit 68 Jahren emeritiert.
Theofried Baumeister war Mitglied der International Association for Coptic Studies (Präsident 2004–2008), der Society for Nubian Studies, der Association Internationale d’Études Patristiques, der Arbeitsgemeinschaft der Kirchenhistoriker im deutschen Sprachraum sowie der Gesellschaft für mittelrheinische Kirchengeschichte. Er war Mitherausgeber der Zeitschriften Franziskanische Studien, Römische Quartalschrift für Christliche Altertumskunde und Kirchengeschichte sowie Wissenschaft und Weisheit. Franziskanische Studien zu Theologie, Philosophie und Geschichte und der Buchreihe Franziskanische Forschungen. Er war Fachberater für Hagiographie des Lexikon für Theologie und Kirche. Nach der Emeritierung war er auch weiterhin publizistisch tätig. Seine Wohnung hat er bis heute in Mainz. 

## Veröffentlichungen (Auswahl)
- Martyr invictus. Der Martyrer als Sinnbild der Erlösung in der Legende und im Kult der frühen koptischen Kirche. Zur Kontinuität des ägyptischen Denkens. In: Forschungen zur Volkskunde. Band 46, Münster 1972 (= Dissertation)
- Die Anfänge der Theologie des Martyriums (= Münsterische Beiträge zur Theologie. Band 45). Aschendorff, Münster 1980, ISBN 3-402-03950-8 (= Habilitationsschrift).
- Genese und Entfaltung der altkirchlichen Theologie des Martyriums (= Traditio Christiana. Band 8). Peter Lang, Bern u. a. 1991, ISBN 3-261-04288-5.
- Martyrium, Hagiographie und Heiligenverehrung im christlichen Altertum (= Römische Quartalschrift. Supplementband 61). Herder, Rom / Freiburg / Wien 2009, ISBN 978-3-451-27141-0 (gesammelte kleine Schriften, mit Schriftenverzeichnis)